# Sciarra Colonna
Sciarra Colonna (nome original é Giacomo, Sciarra, na linguagem popular da época significava duro) (1270-1329), foi um militar italiano e um poderoso membro da família Colonna, sendo um forte inimigo do Papa Bonifácio VIII. Durante o episódio conhecido como atentado de Anagni, em setembro de 1303, Sciarra supostamente teria dado um tapa na face do papa.
A família Colonna foi, portanto, arruinada durante o pontificado do Papa Bonifácio VIII que prendeu apoiantes do antigo Papa Celestino V, que tinha sido preso por Bonifácio após sua abdicação, o tio de Sciarra, Giacomo Colonna, e o irmão Pietro foram depostos de seus cargos no Colégio Sagrado e despojados de seus benefícios e paramentos. Juntamente com o resto da família Colonna, eles foram excomungados e suas propriedades, Palestrina, não muito longe de Anagni, foi invadida por forças papais. 
Colonna é lembrado, sobretudo, porque em setembro de 1303, com Guilherme de Nogaret, chanceler do rei da França, Filipe, o Belo, marchou sobre Roma com trezentos cavaleiros na tentativa de prender o Papa Bonifácio VIII e trazê-lo à França para ser julgado, por ordem do monarca francês. No entanto, o Papa Bonifácio VIII (pertencente à família Caetani, inimigos jurados dos Colonna, que estavam em litígio com o monarca francês) não estava lá, mas em Anagni, para onde se encaminharam. Perante a passividade das pessoas, arrasaram a cidade e fizeram o papa prisioneiro. Durante o cativeiro, Sciarra acertou-o, num evento que é conhecido como "ultraje de Anagni" (Oltraggio di Anagni). O Papa Bonifácio VIII morreu 3 semanas mais tarde, na Itália.

Todos os envolvidos nesses eventos foram excomungados e notificados para comparecer perante o tribunal papal. A solução de compromisso foi: com uma bula foi mostrada a inocência do rei francês, e Sciarra Colonna e os habitantes de Anagni foram absolvidos, exceto os responsáveis pelos saques do tesouro papal.

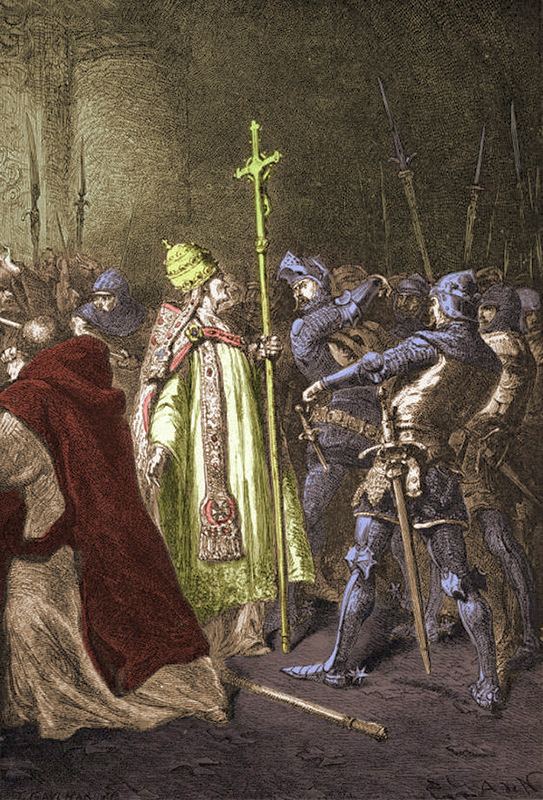
Ilustração do tapa de Colonna ao Papa Bonifácio VIII por Alphonse-Marie-Adolphe de Neuville

O 2.º Senhor de Mortágua Dom Martim Afonso de Sousa, bisavô do explorador e nobre português Martim Afonso de Sousa, 1.º donatário da Capitania de São Vicente, teve filhos com a abadessa Aldonça Rodrigues de Sá, filha de Rodrigo Anes de Sá e de Cæcilia Iulia Sciarra Colonna, filha de Jacopo Sciarra-Colonna e bisneta de Sciarra Colonna. Também ele era irmão de Stefano Colonna, o Velho. Era também Bisavô de João Gonçalves da Câmara, segundo Capitão-donatário do Funchal.